# Ca n'Almirall (Sant Llorenç d'Hortons)
Ca n'Almirall és una obra del municipi de Sant Llorenç d'Hortons (Alt Penedès) inclosa en l'Inventari del Patrimoni Arquitectònic de Catalunya.

## Descripció
Es tracta d'un gran casal a dues vessants, amb una casa annexa, situades dalt d'un turonet, més petita i feta de reble, de planta rectangular, antic hostal esmentat l'any 1564, com a hostal arrendat per D. Enric de Despalau, Senyor de la Baronia i Castell de Gelida (Arxiu Parroquial). Consta de planta i un pis, molts cellers més enfonsats annexos i una torre quadrada de guaita. A la façana s'hi veu l'antic arc de l'hostal, de punt d'ametlla, tapiat. L'interior, molt espaiós consta d'entrada, cuina amb bancs i menjadors amb rentamans de pedra i capelleta. Els dalts es divideixen a partir d'una gran sala amb set habitacions. De la sala, cal esmentar un armari encastat barroc amb motllures, un rentamans de pedra, finestres amb festejadors, el forat de l'antic rellotge de sala, les extraordinàries tres jàsseres que aguanten el sostre, renovat fa uns anys. Cal esmentar el forat de la "gruta" a l'entrada de la casa, curiosa cova subterrània que condueix a un pou i a una sala amb pedrissos. Al terra de la cuina hi ha una rajola amb la data del 1784, el 1798 al portal d'un cup i l'any 1828 gravat a les portes del portal principal. Al paviment de la sala hi ha el forat-espitllera per a guaitar qui entrava a la casa.

## Història
El primer Almirall (cognom) és citat l'any 1316 i fins al segle passat ha perdurat el cognom. L'origen del cognom es troba de dues maneres: "Altomirallo", en llatí, i "El Mirall", en català (1316 i 1327). L'any 1513, Bernadí Almirall posseïa: "Lo mas almirall, lo mas pasqual, la vinya del pontarrich, la peça bosca appellada de la rel". L'any 1827, l'extensió de la propietat comptava amb més de cent jornals de mules. Actualment hi ha un restaurant (el Pi Gros) i un càmping.